# Bonifacy I
Bonifacy I (ur. w Rzymie, zm. 4 września 422) – święty Kościoła katolickiego, 42. papież w okresie od 28 grudnia 418 do 4 września 422.

## Życiorys
Bonifacy był Rzymianinem, synem Jocundusa. Po śmierci papieża Zozyma Bonifacy został wybrany na Stolicę Piotrową w kościele św. Teodory. Jednak dzień wcześniej na Lateranie zebrała się frakcja skupiająca diakonów i dokonała elekcji kontrkandydata, archidiakona Eulaliusza. Bonifacy i Eulaliusz zostali wyświęceni i konsekrowani w tym samym dniu. Obaj zostali wyświęceni w tym samym kościele, kościele św. Marcelego.
Bonifacy wziął pod władanie bazylikę św. Piotra, bo Laterańska bazylika była już zajęta przez antypapieża. Antypapieża popierał ówczesny prefekt Rzymu Symmachus. Bonifacy został skazany na wygnanie z miasta. Kiedy miał wyjeżdżać, wstawili się za nim prezbiterzy rzymscy, którzy wybrali Bonifacego. Symmachus zaś przekonał cesarza Honoriusza o ostateczne potwierdzenie tej decyzji. Kiedy prezbiterzy rzymscy dowiedzieli się o tym szantażu, zebrali się potajemnie i postanowili, że pójdą do cesarza Honoriusza i przekonają go, by kazał eksmitować ich obu. Wymogli więc na Honoriuszu, by ten wyrzucił z miasta obu przeciwników. Lecz Honoriusz nie był pewien swej decyzji, więc zebrał synod rozjemczy, który miał rozstrzygnąć spór między antypapieżem a prawowicie wybranym Bonifacym I, ale Eulaliusz się nie stawił przed synodem.
Honoriusz zapowiedział, że zwoła synod na Spoleto. Antypapież jednak wycofał się na Lateran, a pod nieobecność cesarza dokonał tam poważnych rozruchów. Pod nieobecność Eulaliusza cesarz Honoriusz oficjalnie zatwierdził wybór Bonifacego I. Cesarz nie tylko zatwierdził wybór, ale skazał także antypapieża na wypędzenie z Rzymu. Bonifacy mógł wreszcie rozpocząć normalnie swój pontyfikat. Bonifacy I porozumiał się z cesarzem Honoriuszem w sprawie ostatecznego rozprawienia się z pelagianizmem i nakłonił Honoriusza do wydania edyktu zobowiązującego wszystkich biskupów do złożenia podpisu pod Tractoria papieża Zozyma. Przekonał biskupów afrykańskich, ze św. Augustynem z Hippony na czele, do podpisania tego dokumentu. Papież Bonifacy I wystąpił przeciw cesarzowi Teodozjuszowi II, który chciał wikariat papieski w Tesalonikach założony jeszcze przez papieża Syrycjusza, aby go podporządkować Konstantynopolowi. Dzięki pośrednictwu Honoriusza zdołał doprowadzić do zawieszenia edyktu.
Papież Bonifacy I zmarł 4 września 422 roku. Został pochowany na cmentarzu św. Feliceta przy Via Salaria w kaplicy, którą wcześniej wybudował.
Wspomnienie liturgiczne przypada 4 września.